# Pekka Vapaavuori (arkitekt)
För musikern med samma namn se Pekka Vapaavuori (musiker).

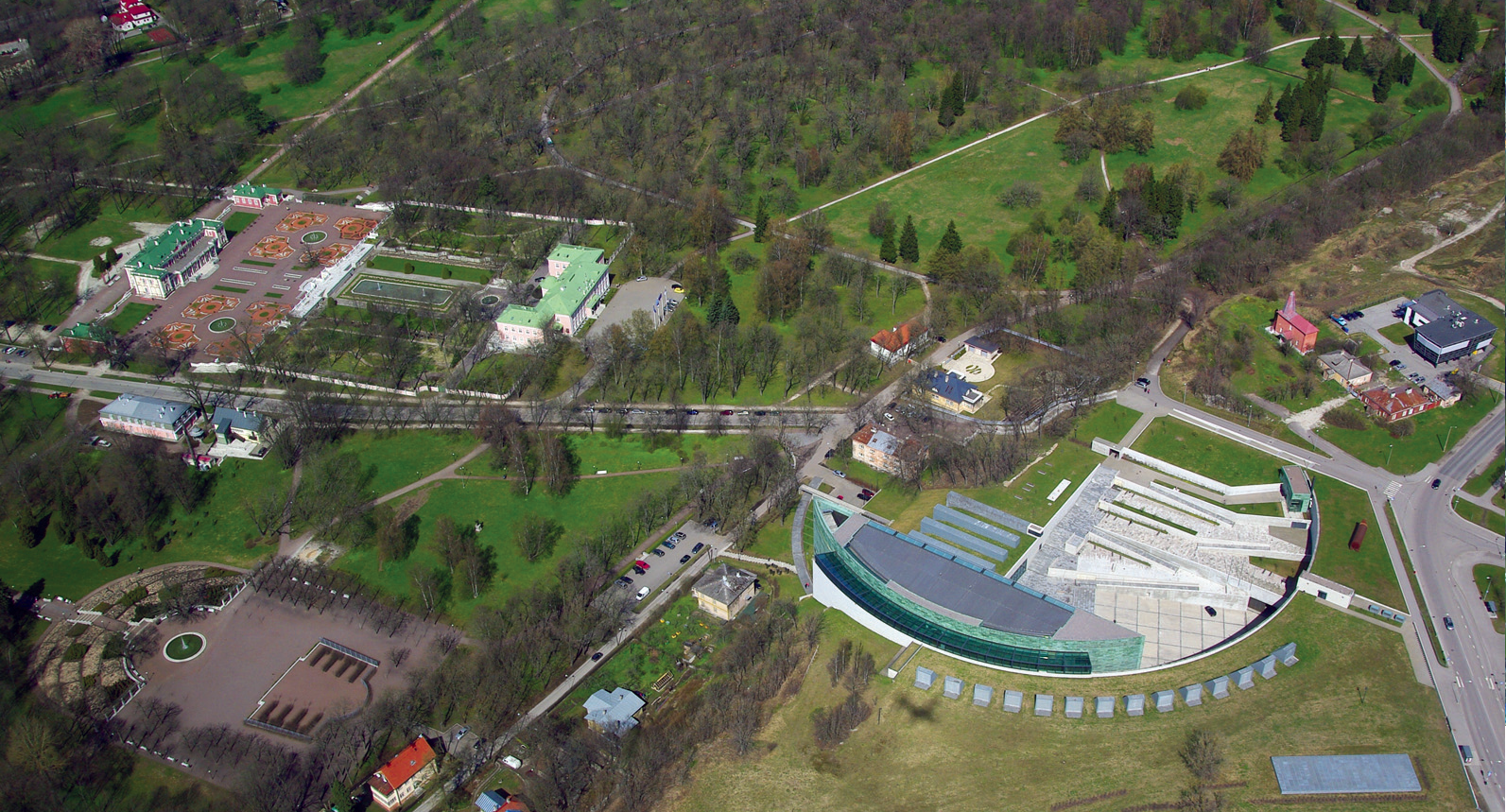
Kumu konstmuseum, med sin amfiteaterliknande utformning.

Pekka Juhani Vapaavuori, född den 6 augusti 1962 i Åbo i Finland, är en finländsk arkitekt.

## Karriär
Vapaavuori avlade arkitektexamen vid Tammerfors tekniska universitet 1993. Han grundade 1994 en egen arkitektbyrå i Åbo, Vapaavuori Architects, efter att samma år ha vunnit en internationell arkitekttävling för att ha skapat en ny huvudbyggnad för Estlands konstmuseum i Tallinn i Estland.
Vapaavuori vann arkitekttävlingen 1993–1994 med sitt förslag kallat "Circulos". Det kom in totalt 233 förslag från tio olika länder som deltog i tävlingen. Uppförandet av byggnaden påbörjades först 2002. Det nya museet fick efter en folkomröstning namnet Kumu (estniska: Kumu Kunstimuuseum) och öppnade i februari 2006.
År 2005 fick Vapaavuori den statliga stiftelsen Eesti Kultuurkapitals årliga arkitekturpris på 100.000 estniska kronor för det nya konstmuseet Kumu. Han tilldelades samma år också estniska statens kulturpris på 150.000 estniska kronor.

## Byggnader och anläggningar i urval
- Logomo[8], Åbo, Finland (2014)
Konvertering av delar av 1800-talsbyggnationen vid Åbo järnvägsstation för konsert- och eventändamål
- Kumu[9] , Tallinn, Estonia (2016)
- Kakolafunikularen i Åbo, invigd 2019

### Webbsidor
- Byggnaden på Kumus webbplats (på engelska)